# Cimetière militaire allemand de Sailly-sur-la-Lys
Le cimetière militaire allemand de Sailly-sur-la-Lys (Deutscher Soldatenfriedhof Sailly-sur-la-Lys) est un cimetière militaire de la Première Guerre mondiale situé sur le territoire de la commune de Sailly-sur-la-Lys, Pas-de-Calais .

## Localisation
Ce cimetière est situé à l'est du village, rue de la Lys.

## Historique
Occupé dès la fin août 1914 par les troupes allemandes, le secteur de Sailly-sur-la-Lys  est resté dans la zone des combats jusqu'en septembre 1918 lorsqu'il a été repris par les troupes britanniques. Ce cimetière militaire a été créé par les Allemands entre mai 1918 et août 1918 pour inhumer les soldats victimes des combats lors de leur retraite face à l'avance des Alliés. Après l'armistice, les autorités françaises y ont regroupé des corps des villages des alentours.
À partir de 1927, sur la base d'un accord conclu en 1926 avec les autorités militaires françaises, de nombreux arbres ainsi qu'une haie ont été plantés.
En 1977, le Volksbund Deutsche Kriegsgräberfürsorge  a procédé à la conception définitive du cimetière et au remplacement des anciennes croix de bois provisoires par des croix en métal comportant les noms et dates de ceux qui reposent ici.

## Caractéristique
Ce vaste cimetière est agrémenté de nombreux arbres. Il comporte les tombes de 4 996 soldats allemands.

## Galerie

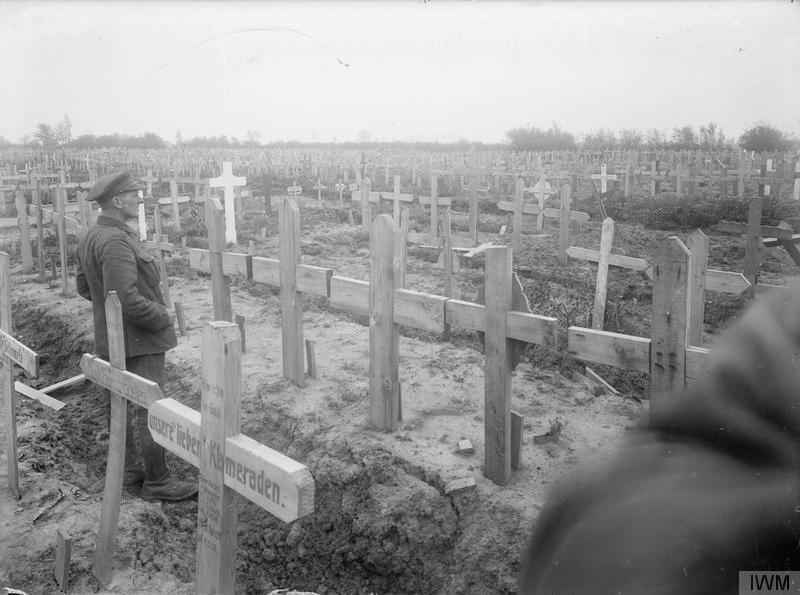
Le cimetière en 1918 (photo allemande).
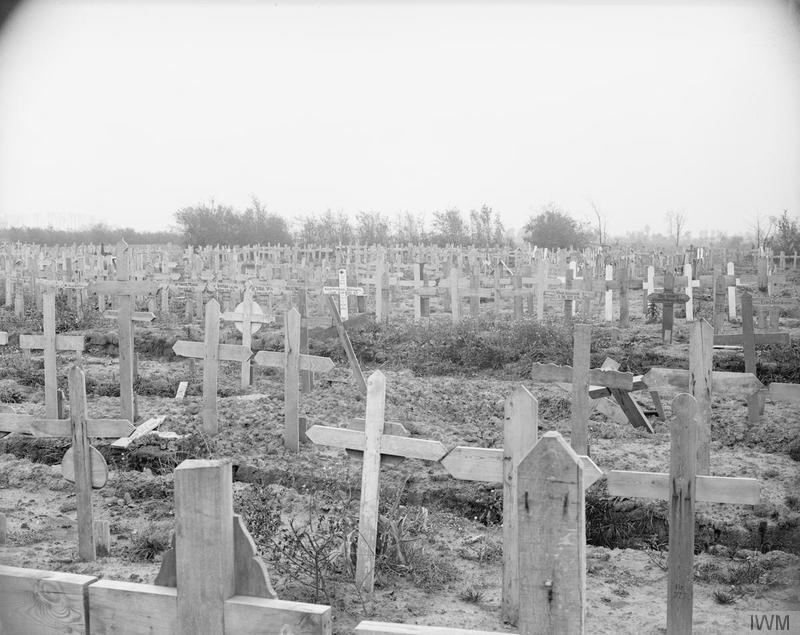
Le cimetière en 1918 (photo allemande).

## Sépultures
| Pays      | Sépultures |
| --------- | ---------- |
| Allemagne | 4 996      |

## Pour approfondir